# Saint-Marceau (Sarthe)
Saint-Marceau è un comune francese di 493 abitanti situato nel dipartimento della Sarthe nella regione dei Paesi della Loira.

## Società

### Evoluzione demografica
Abitanti censiti